# Microstegium fasciculatum
Microstegium fasciculatum är en gräsart som först beskrevs av Carl von Linné, och fick sitt nu gällande namn av Johannes Jan Theodoor Henrard. Microstegium fasciculatum ingår i släktet Microstegium och familjen gräs. Inga underarter finns listade i Catalogue of Life.